# V Ursae Majoris
V Ursae Majoris är en halvregelbunden variabel av SRB-typ i stjärnbilden Stora björnen. 
Stjärnan varierar mellan magnitud +9,5 och 11,5 med en period av 207,65 dygn.